# 1580-as évek
Évszázadok: 15. század · 16. század · 17. század
Évtizedek: 1530-as évek · 1540-es évek · 1550-es évek · 1560-as évek · 1570-es évek · 1580-as évek · 1590-es évek · 1600-as évek · 1610-es évek · 1620-as évek · 1630-as évek
Évek: 1580 · 1581 · 1582 · 1583 · 1584 · 1585 · 1586 · 1587 · 1588 · 1589

## Háború és politika
- Szokoli Mehmed pasa nagyvezírnek köszönhetően a hanyatló Oszmán Birodalom még mindig hatalmasnak látszik
- Anglia legyőzi a spanyol II. Fülöp híres „győzhetetlen armadáját”

## Események és irányzatok
- Francis Drake kincsekkel tér vissza földkörüli útjáról.
- Jezsuiták érkeznek Kínába.